# Зграда Команде гарнизона у Пожаревцу
Зграда Команде гарнизона у Пожаревцу зидана као функционална црквена зграда у којој је изграђена капела и црква, првобитно је била намењена двору Браничевске епархије, али је након завршетка Другог светског рата тадашње комунистичке власти зграду одузела за потребе војске, а цркви и исплатили мали део. Године  2018. године у згради је поново откривено светилиште и у њему иконама фрескодекорисани зидови. 

## Историја
Зграда Команде гарнизона у Пожаревцу зидана је у периоду од 1938. до 1939. године у савременом српско-византијском стилу, како су у том периоду зидани објекти, по нацрту архитекте Момира Коруновућа, јер је у њој требало да буде смештен двор Браничевске епархије. Завршена је пред почетак Другог светског рата, тако да је  црква овај храм користила свега неколико месеци, за свакодневну богослужења, док су се празници и недељом  одржавала у Саборној цркви. Богослужења су престала када су се у њу уселили Немци 1941. године.
По завршетку Другог светског рата рата, зграда хе једно време служила је као болница, а касније је се у ову зграду уселила Војска.

## Изглед
Зграда  Команде гарнизона у Пожаревцу изграђена је по пројекту чувеног српског архитекте Момира Коруновића. Ово спратно здање је монументалних размера и резиденцијалне архитектуре, јаких кубуса и донекле тешких маса изведених у савременом српско-византијском стилу, који је једини архитектонски оригинални стил који је настао на овим просторима.
Архитекта Коруновић је композиционо решење овог здања засновао на принципу пуне симетрије, сложене основе у облику ћириличног слова „Е”.

## Занимљивост
У скопу тадашњег Владичанског двора браничевске епархије подигнута је и црква 1939. године. Када су Немци заузели Пожаревац, ову цркву су претворили у Команду војног округа. По завршетку рата, партизани су задржали исту намену овој згради и дуго година је то била команда, да би потом простор био претворен у војничку кантину. За ову цркву се сазнало 2017. године када су мајстори почели са преуређењем кантине у будућу канцеларију Војног синдиката Србије.
Уз помоћ Војног синдиката Србије, али и бројних донатора, војничка кантина је преуређена и враћена јој је намена.